# Daia Română, Alba
Daia Română (în germană Dallendorf, Luprechttal, Thal, în maghiară Oláhdálya, Dálya) este satul de reședință al comunei cu același nume din județul Alba, Transilvania, România.

## Așezare
Localitatea Daia Română este situată în Podișul Secașelor.

## Date geologice
Pe teritoriul acestei localități se găsesc izvoare sărate.

## Istoric
Pe teritoriul satului au fost descoperite (în punctul “Părăuț”) urmele unei așezări neolitice aparținând Culturii Petrești (de la sfârșitul mileniului al III-lea î.C.) și vestigiile unor așezări suprapuse (în punctul “Troian”) din epoca bronzului (Cultura Wietenberg, secolele XVI-XIII î.C.), epoca fierului (Hallstatt, 1200-450/300 î.C. și La Tène, secolul V î.C.- secolul I d.C.), epoca dacică (sec.I î.C.-sec.I d.C.) și epoca romană.
Vechea mănăstire e amintită la 1636. La 6 mai 1636 poposesc în ea principele Gheorghe Rákóczi I și contele Haller. In 1711 egumenul mânăstirii greco-catolice era un anumit Ioasaf. In 1765 trăia aici preotul Gheorghe. În 1774 mănăstirea avea doi călugări. Averea: un loc arător de 5 găleți și fânaț de 2 care de fân.

## Monumente istorice
- Biserica greco-catolică „Sfânta Treime”, pictată în secolul al XVIII-lea. Biserica a fost construită în jur de 1664. A înlocuit o construcție și mai veche, datată în secolele XV-XVI. Din biserica inițială a supraviețuit doar nava dreptunghiulară cu o boltă semicilindrică. Absida poligonală a fost refăcută în anul 1900, după forma celei vechi. Monument istoric (cod AB-II-m-A-00215).

## Obiective turistice
- Râpa Roșie, rezervație geologică.

## Sport
Din satul Daia Română provine echipa de fotbal Dalia Sport Daia Română.
Haprian Filip Dorin, Campion național la tetratlon.Scoala cu clasele I-VIII Daia Romana se mandreste cu rezultatele sportive realizate la nivel national de elevii pregatiti de profesorul Paul Ciuca, capitanul divizionarei terte CSM Sebes, fotbalist in varsta de 28 ani. Astfel, Haprian Filip Dorin(clasa a VIII-a) a devenit campion national la tetratlon la faza finala pentru mediul rural a Olimpiadei Nationale a Sportului Scolar, competitie desfasurata la Alba Iulia. De asemenea, acelasi atlet s-a calificat in ultimul act al intrecerii nationale de atletism de la pitești.

## Galerie de imagini

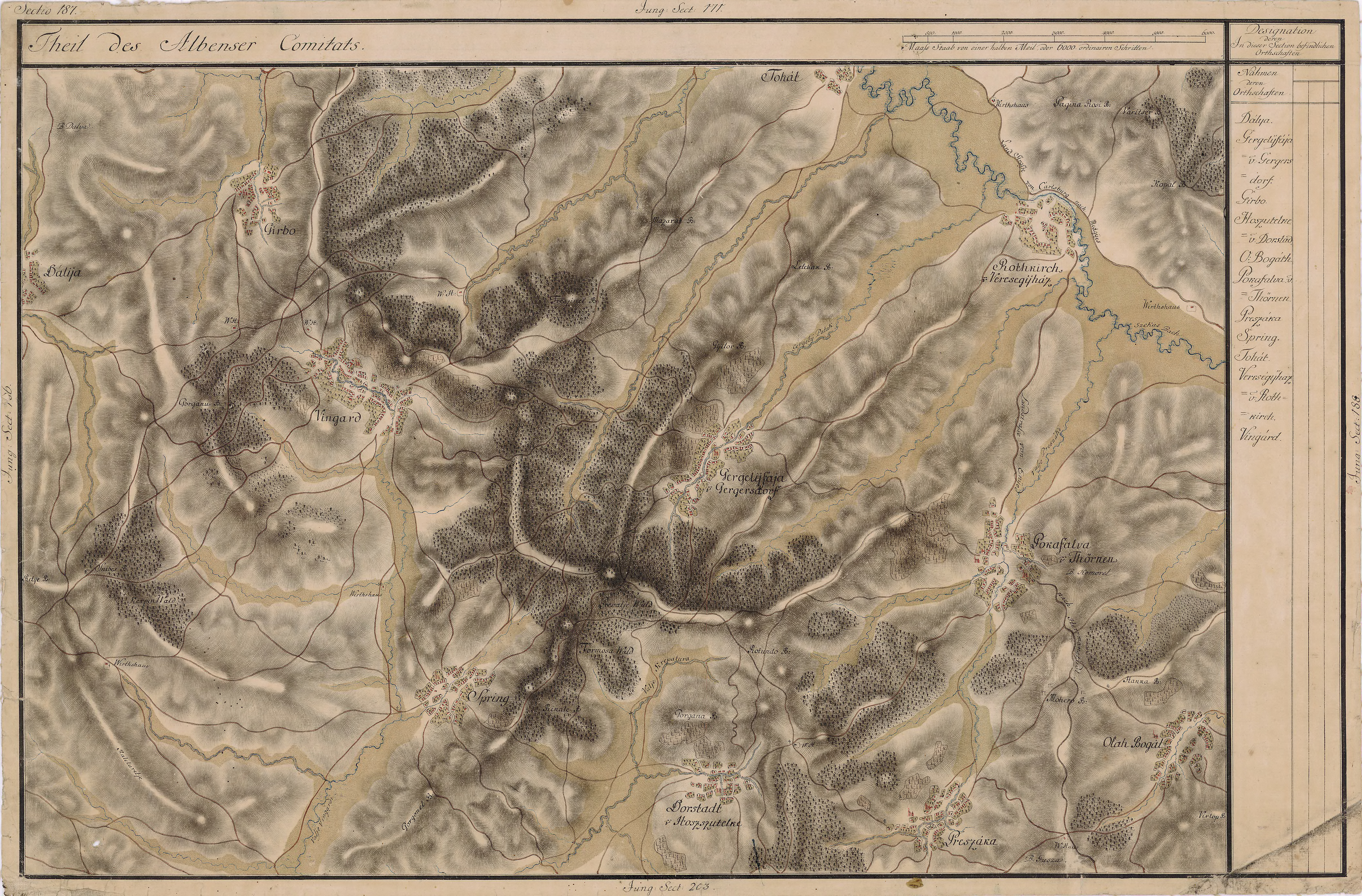
Daia Română pe Harta Iosefină a Transilvaniei, 1769-1773
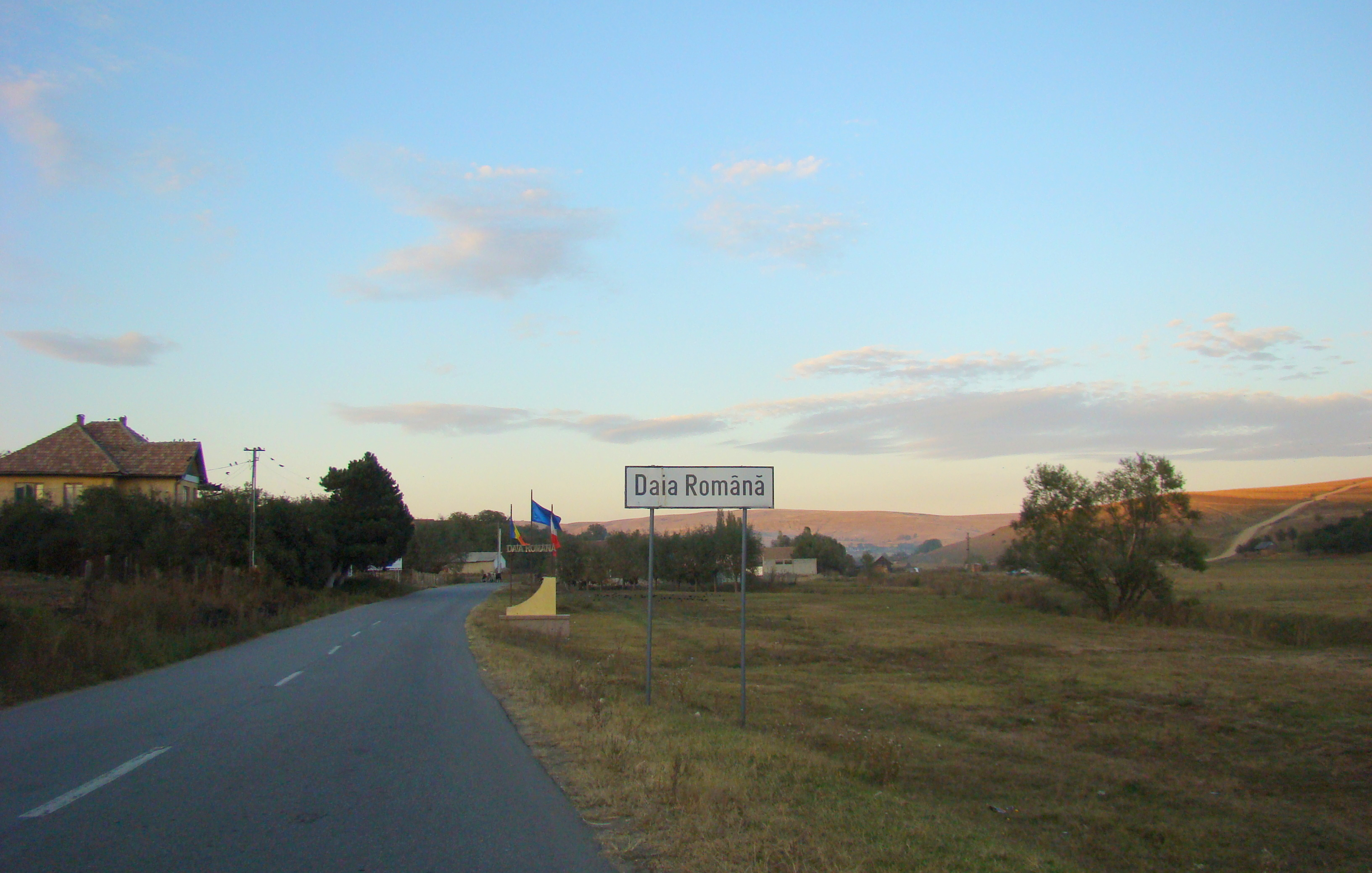
Intrarea în localitate
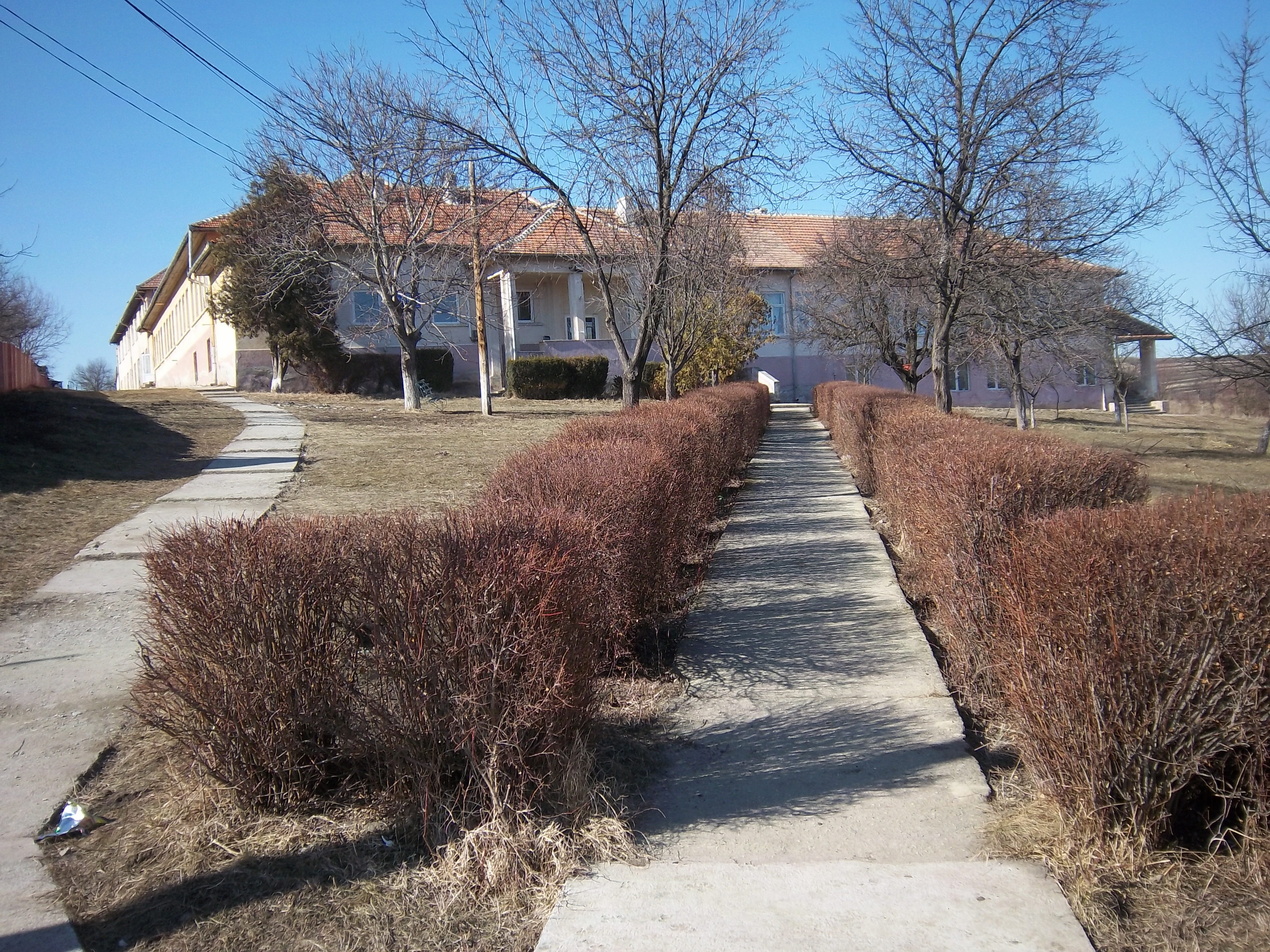
Școala
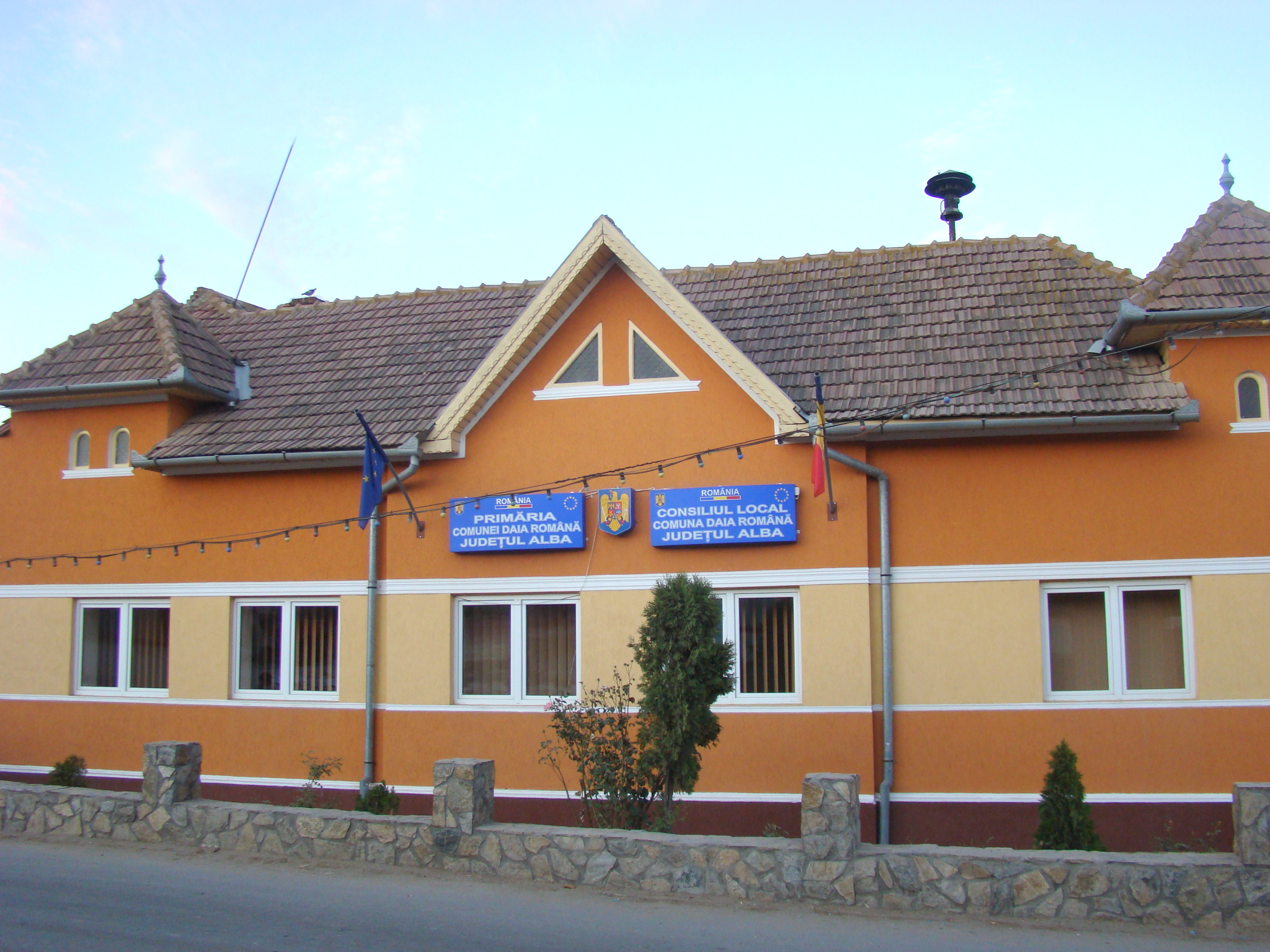
Primăria
Biserica unită (monument istoric)
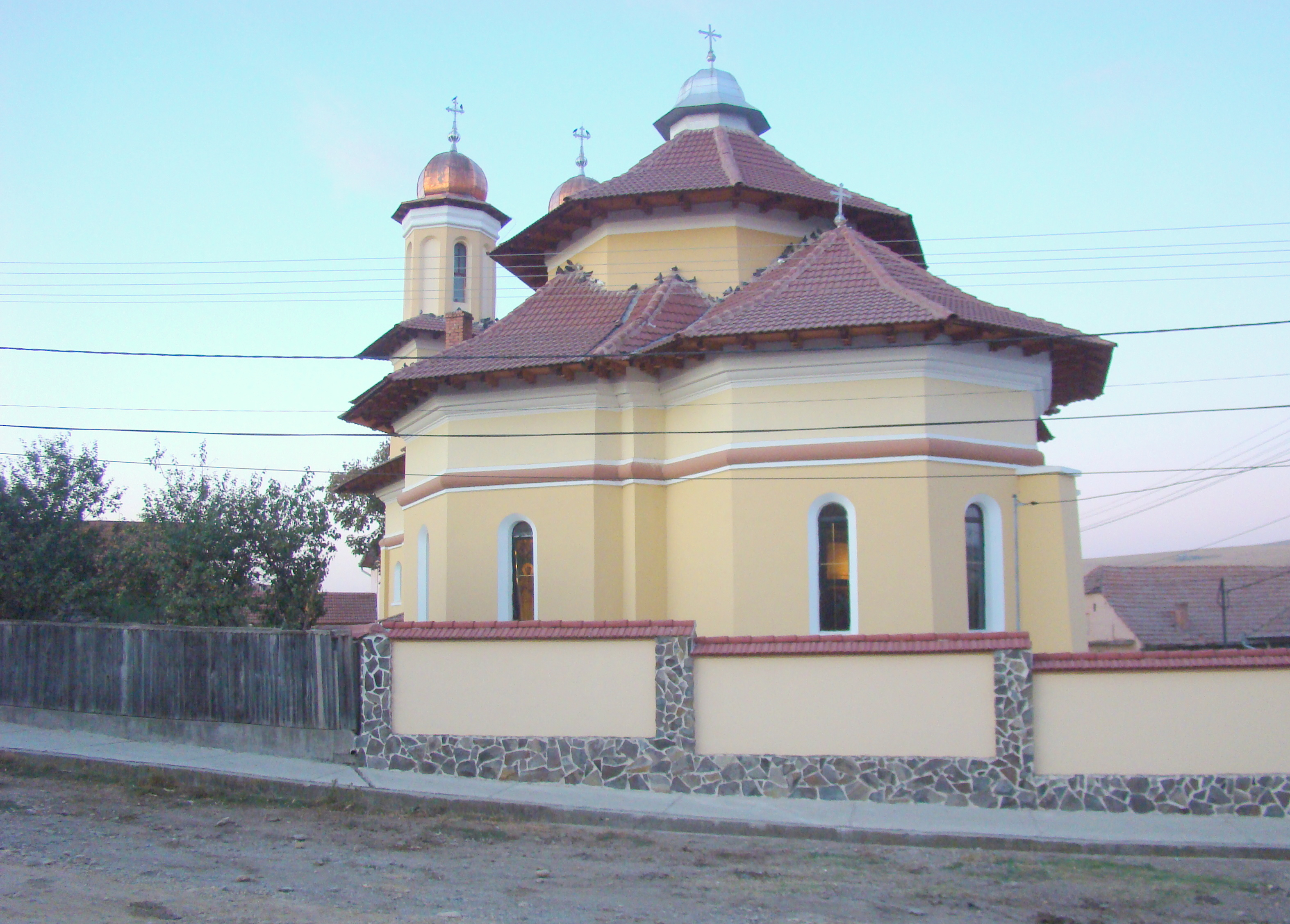
Biserica ortodoxă
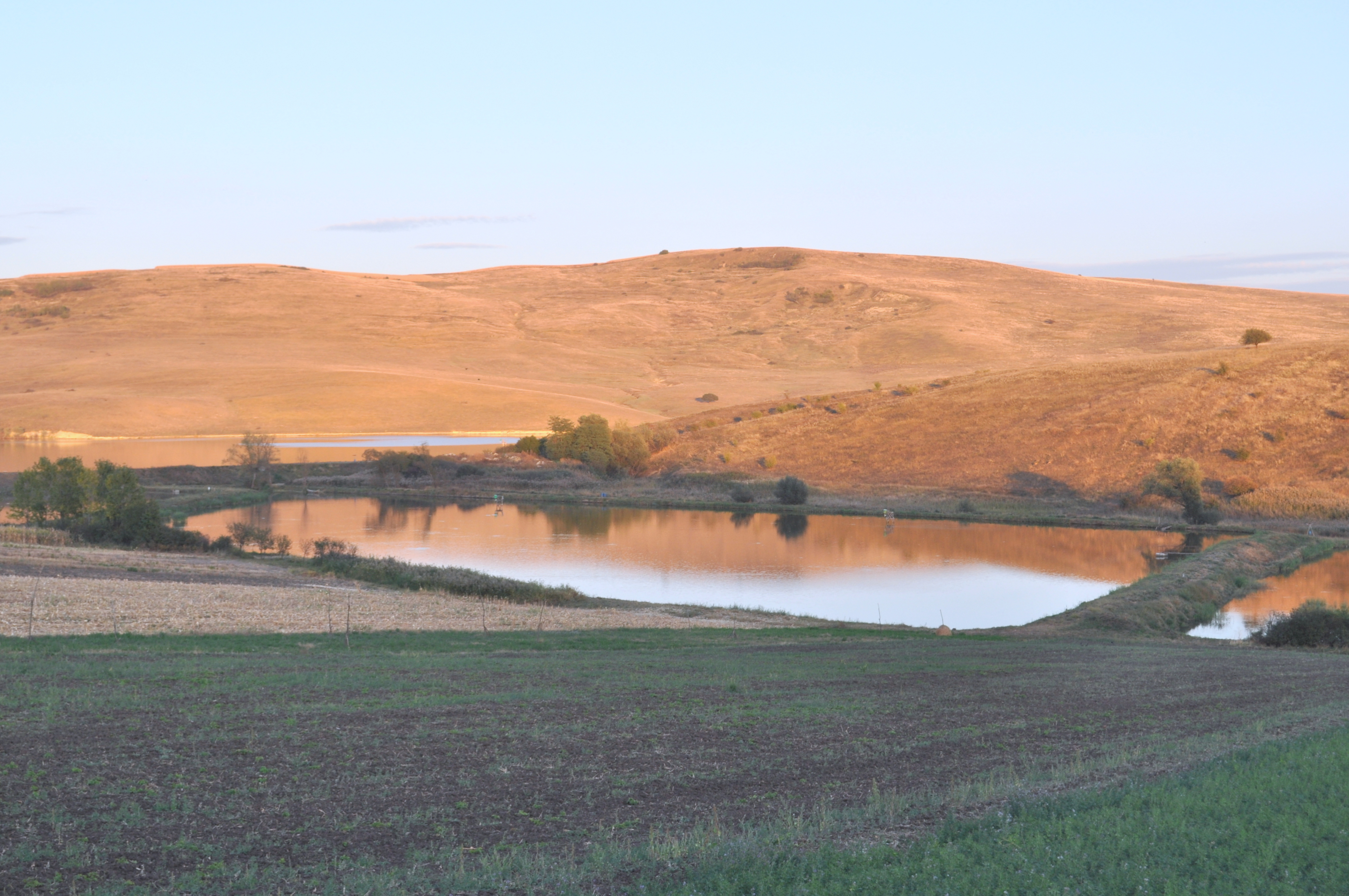